# Cutie Honey
Cutie Honey (jap. キューティーハニー, Kyūtī Hanī), auch Cutey Honey, ist eine Reihe von Manga-Serien des japanischen Mangaka Go Nagai über ein Mädchen namens Honey Kisaragi. Sie bekommt von einem mysteriösen Mann die Möglichkeit, sich in verschiedene Kämpferinnen zu verwandeln, um Dämonen zu bekämpfen.

## Inhalt
Honey Kisaragi ist ein normales katholisches Schulmädchen. Eines Tages wird ihr Vater von der Organisation Pantherklaue ermordet. Nach seinem Tod erfährt Honey, dass sie in Wirklichkeit ein von ihrem Vater konstruierter Android ist mit der Fähigkeit, aus Luft feste Materie zu schaffen. Mit dem Ruf „Honey Flash“ verwandelt sie sich in eine Superheldin, die ihre Fähigkeiten voll einsetzen kann. Während sie sich nun an der Organisation rächen will, haben es deren beide Köpfe, die Schwestern Panther Zora und Jill, auf sie abgesehen. Zora und Jill wollen Honeys Fähigkeiten. Prinz Twilight (der ebenfalls zur Pantherklaue gehört) hat sich in sie verliebt.

## Manga
Der Manga erschien vom 1. Oktober 1973 bis 1. April 1974 im Manga-Magazin Shōnen Champion des Verlags Akita Shoten. Die Einzelkapitel erschienen auch in zwei Sammelbänden (Tankōbon). Zeitgleich erschienen weitere von Ken Ishikawa im Magazin Bōken-ō sowie eine von Masatoshi Nagajima gezeichnete in der Fernsehzeitschrift TV Land. 
Gō Nagai zeichnete eine Fortsetzung (mit dem leicht abgeänderten japanischen Titel Cutieハニー) die zwischen dem 8. Juli 1992 und 7. April 1998 im Magazin Spa! des Verlags Fusōsha erschien.
Auch der spätere Manga Cutie Honey Flash erschien in zwei Fassungen: eine von Yukako Iisaka gezeichnete zwischen dem 26. April 1997 (Ausgabe 3/1997) bis 23. Februar 1998 (Ausgabe 4/1998) im Shōjo-Magazin Ciao, sowie eine von Kazushi Sasaki gezeichnete im Kodomo-Magazin Bessatsu CoroCoro Comic (Ausgaben 4/1997 bis 2/1998).
Von 2001 bis 29. Juli 2003 erschien im Weekly Manga Action von Gō Nagai eine weitere Manga-Serie unter dem Namen Cutie Honey Tennyo Densetsu (キューティーハニー天女伝説, dt. „Die Legende des Engels-/Himmelsmädchens Cutie Honey“).
Vom 22. Juni 2004 (Ausgabe 14/2004) bis 28. Februar 2006 (Ausgabe 6/2006) erschien der Manga Cutie Honey Seed (キューティーハニーSEED, Kyūtī Hanī SEED) von Komugi Hoshino (星野 小麦, Hoshino Komugi) im Young Champion. 2005 folgte der Manga Cutie Honey a Go Go! (キューティーハニー a GO GO!, Kyūtī Hanī a GO GO!) im Tokusatsu Ace mit den Zeichnungen von Shimpei Itō (伊藤 伸平, Itō Shimpei) und dem Skript von Hideaki Anno.
Spätere One-shots bzw. nur wenige Kapitel umfassende Werke waren Cutie Honey vs Abashiri Ikka (キューティーハニー vs あばしり一家) von Gō Nagai 2009 in der Shōnen Champion, Honey VS (ハニーVS) von Masaki Segawa und Ōedo Honey (大江戸ハニー) von Masakazu Yamaguchi beide 2012 in der Grand Jump, sowie Cutie Honey tai Devilman Lady (キューティーハニー対デビルマンレディー) 2013 in der Champion Red Ichigo als Crossover mit Devilman Lady, einem weiteren Werk Nagais.

## Anime

### Cutie Honey
1973 wurde vom Studio Toei Animation eine Anime-Fernsehserie zum Manga produziert. Regie führte Tomoharu Katsumata, das Charakterdesign entwarfen Eiji Itō, Mataji Urata und Shingo Araki. Die Serie wurde vom 13. Oktober 1973 bis zum 30. März 1974 durch den japanischen Sender TV Asahi ausgestrahlt.
Eine Ausstrahlung im französischen Fernsehen erfolgte durch die Sender Mangas und TF1.

#### Synchronisation
| Rolle                        | Japanischer Sprecher (Seiyū) |
| ---------------------------- | ---------------------------- |
| Honey Kisaragi / Cutey Honey | Eiko Masuyama                |
| Professor Kisaragi           | Jōji Yanami                  |
| Junpei Hayami                | Kazuko Sawada                |
| Danbei Hayami                | Kōsei Tomita                 |
| Seiji Hayami                 | Katsuji Mori                 |
| Naojiro Hayami               | Horoshi Masuoka              |
| Natsuko Aki                  | Rihoko Yoshida               |
| Panther Zora                 | Nobuyo Tsuda                 |
| Black Claw                   | Haruko Kitahama              |
| Tarantula Panther            | Taeko Nakanishi              |
| Sister Jill                  | Noriko Watanabe              |

#### Musik
Die Musik der Serie wurde komponiert von Takeo Watanabe. Der Vorspanntitel ist Cutey Honey (キューティーハニー) von Yōko Maekawa, für den Abspann verwendete man Yogiri no Honey (夜霧のハニー), ebenso von Yōko Maekawa.

### Shin Cutie Honey
Die Zeichentrickserie erfuhr mehrere Remakes in Form von Fernsehserien und Filmen. 1994–1996 wurde die OVA Shin Cutie Honey (新・キューティーハニー, Shin Kyūtī Hanī, dt. „Die neue Cutie Honey“) mit acht Episoden animiert.

### Cutey Honey / Cutie Honey Flash
1997 entstand eine 39-teilige Animeserie unter dem Titel Cutie Honey F bzw. Cutie Honey Flash (キューティーハニーF, Kyūtī Hanī Furasshu). Im deutschen Fernsehen wurde sie als Cutey Honey vom 7. Oktober 2000 bis 16. Juni 2001 auf Sat.1 ausgestrahlt.
Zu dieser Serie erschien am 12. Juli 1997 ein gleichnamiger 38 Minuten langer Film als Abschluss. Im Gegensatz zur Originalserie wurde die Handlung hier jedoch als Shōjo-Version wiedergegeben. Animiert und Produziert wurde die TV-Serie vom selben Kreativteam das vorab an Sailor Moon gearbeitet hatte.

#### Synchronisation
| Rolle                        | Japanischer Sprecher (Seiyū) | Deutscher Sprecher |
| ---------------------------- | ---------------------------- | ------------------ |
| Honey Kisaragi / Cutey Honey | Ai Nagano                    | Gundi Eberhard     |
| Professor Kisaragi           | Akira Kamiya                 | Hubertus Bengsch   |
| Seiji Hayami                 | Susumu Chiba                 | Gerald Schaale     |
| Panther Zora                 | Rumi Watanabe                | Rita Engelmann     |
| Sister Jill                  | Chiho Ōkawa                  | Peggy Sander       |

### Re: Cutie Honey
2003 wurde unter dem Titel Re: Cutie Honey (Re:キューティーハニー, Re: Kyūtī Hanī) ein weiteres Remake als dreiteilige OVA unter der Regie von Hideaki Anno produziert.

### Cutie Honey Universe
Die jüngste Serie Cutie Honey Universe entstand 2018 beim Studio Production Reed unter der Regie von Akitoshi Yokoyama anlässlich des 50-jährigen Arbeitsjubiläums Nagais. Die Serie basiert auf den ursprünglichen Manga der 70er Jahre. Die 12 Folgen wurden vom 8. April bis 23. Juni 2018 auf AT-X ausgestrahlt, sowie mit bis zu einer Woche Versatz auch auf Tokyo MX, J:COM TV, Tochigi TV und BS11.
Anime on Demand streamte die Serie mit deutschen Untertiteln als Simulcast.

#### Synchronisation
| Rolle                        | Japanischer Sprecher (Seiyū) |
| ---------------------------- | ---------------------------- |
| Honey Kisaragi / Cutey Honey | Maaya Sakamoto               |
| Professor Kisaragi           | Katsuji Mori                 |
| Seiji Hayami                 | Shintaro Asanuma             |
| Danbei Hayami                | Kōsei Tomita                 |
| Junpei Hayami                | Yuka Terasaki                |
| Akebi Tetora                 | Rui Tanabe                   |
| Momomi Wareme                | Yuki Hirose                  |
| Naoko                        | Romi Park                    |
| Sister Jill/Genet            | Atsuko Tanaka                |
| Natsuko Aki                  | Yui Horie                    |
| Tarantula Panther            | Rie Kugimiya                 |
| Cutter Claw                  | Akeno Watanabe               |
| Badly Claw                   | Masumi Asano                 |
| Dragon Panther               | Chiaki Takahashi             |

## Realserien und -filme
2004 adaptierte Hideaki Anno das Werk als Realverfilmung. Diese kam am 29. Mai 2004 in die japanischen Kinos. Die titelgebende Protagonistin wurde vom Eriko Satō gespielt. Das Titellied wurde von Kumi Kōda gesungen.
2007 folgte eine weitere Realverfilmung als Serie (Dorama) unter dem Namen Cutie Honey: The Live (キューティーハニー THE LIVE, Kyūtī Hanī The Live) mit dem Gravure Idol Mikie Hara in der Hauptrolle.
Ein weiterer Film namens Cutie Honey: Tears kam am 1. Oktober 2016 in die Kinos. Dieser entstand unter der Regie von Asai Takeshi, wobei die Hauptrolle von Mariya Nishiuchi gespielt wurde.

## Light Novel
Zusätzlich erschienen noch 3 verschiedene Light Novels zu Cutie Honey: Cutie Honey Vol. 1 (キューティーハニーvol.1, Kyūtī Hanī) von Tatsuhiko Dan (団 龍彦, Dan Tatsuhiko) beim Light-Novel-Label Super Quest Bunko, Akuma no Tsume ni Torawarete Cutie Honey Boys (悪魔の爪に囚われてキューティーハニーBOYS, Akuma no tsume ni torawarete Kyūtī Hanī Boys) mit dem Text von Michiru Suwayama (諏訪山 ミチル, Suwayama Michiru) und den Illustrationen von Makoto Tateno, sowie Shōsetsu Cutie Honey Gaiden Hitonatsu no Bōken (小説キューティーハニー外伝 ひと夏の冒険) mit dem Text von Kyōhei Uyama (宇山 京平, Uyama Kyōhei) und den Illustrationen von Genshō Sugiyama (すぎやま 現象).